# Орфографическая комиссия РАН
Орфографи́ческая коми́ссия РАН — экспертный орган, занимающийся вопросами русского правописания. Входит в Отделение историко-филологических наук РАН. Задачами комиссии являются обсуждение актуальных вопросов правописания, принятие решений по вопросам орфографической кодификации, обсуждение и утверждение к печати изданий правил орфографии и пунктуации и академического орфографического словаря, экспертная оценка нормативных источников по русскому языку на их соответствие нормам правописания.
Председателем Орфографической комиссии (на конец 2021 года) является Алексей Дмитриевич Шмелёв.

## История

### 1900—1910-е годы
В 1904 году при Императорской академии наук была создана Комиссия по вопросу о русском правописании, главной задачей которой стало приведение в соответствие фонетики и орфографии. В состав комиссии вошли 55 человек: академики, профессора, представители средних учебных заведений. Её председателем стал президент Академии наук великий князь Константин Константинович, внук Николая I. На заседании 12 (25) апреля 1904 года было принято решение об упрощении русского правописания и отмене лишних букв русского алфавита.
Для обсуждения вопросов, не связанных с исключением из алфавита каких-либо букв, комиссия избрала из своего состава Орфографическую подкомиссию, куда вошли А. А. Шахматов, Ф. Ф. Фортунатов, А. И. Соболевский, Ф. Е. Корш, П. Н. Сакулин, И. А. Бодуэн де Куртенэ и Р. Ф. Брандт; кандидатами в члены подкомиссии стали С. К. Булич, Н. М. Каринский и Н. К. Кульман.
В мае 1904 года было опубликовано «Предварительное сообщение Орфографической подкомиссии», предлагавшее проект нового правописания. В нём были соединены вместе постановление комиссии об отмене лишних букв и предложения подкомиссии. Однако проект реформы был неодобрительно встречен консервативной печатью и частью учёных.
Окончательный проект реформы, упрощающей орфографию, был подготовлен к лету 1912 года и опубликован как «Постановления Орфографической подкомиссии». Но и он не был принят.
Вскоре после Февральской революции при Академии наук была создана специальная Подготовительная орфографическая комиссия по упорядочению правописания. Проект комиссии обсуждался на Совещании по вопросу об упрощении русского правописания 11 (24) мая 1917 года, в котором участвовали члены Подготовительной комиссии, Орфографической подкомиссии 1904 года, Отделения русского языка и словесности в разряде изящной словесности, а также представители научных и образовательных учреждений. Председателем совещания был академик А. А. Шахматов. Было принято «Постановление Совещания по вопросу об упрощении русского правописания», основывающееся на проекте реформы, подготовленном Орфографической подкомиссией 1912 года, однако некоторые пункты предлагавшихся нововведений в постановление не вошли.
После Октябрьской революции, 23 декабря 1917 года (5 января 1918 года), Народный комиссариат просвещения издал декрет о введении нового правописания, который был обязателен для школы, но не обязателен для печати. 10 октября 1918 года Советом народных комиссаров был издан декрет, который утвердил новые правила и для школьного обучения, и для всей печати. Такое упрощение русского правописания стало называться реформой орфографии 1917—1918 годов.

### 1920—1950-е годы
Решив основные вопросы по упрощению русского письма, реформа орфографии 1917—1918 годов не коснулась частных вопросов правописания, не устранила многих дублетных и колеблющихся написаний, количество которых заметно увеличилось в советскую эпоху.
В 1929 году при Главнауке была организована специальная Орфографическая комиссия, которая на основании множества поступивших предложений составила проект реформы правописания, опубликованный как «Проект Главнауки о новом правописании». Комиссию возглавил учёный секретарь Главнауки Г. К. Костенко.
Новую систему орфографии и пунктуации предлагалось строить на следующих принципах:
- «Реформа равняется на малограмотных и неграмотных в первую очередь. Отсюда стремление к упрощению орфографии». При этом подчёркивалось, что нельзя игнорировать интересы грамотного населения.
- «В перестройке правописания и пунктуации… нужно равняться лишь на действительно всеобщие и устойчивые нормы».
- «Одним из основных принципов реформируемого письма должно быть единство и общеобязательность орфографической и пунктуационной системы».
- В выборе упрощения решающим является принцип «общественной целесообразности».

В основу рационализации орфографии были положены «фонетический и морфологический принципы в их органической связи с неизбежным уклоном в сторону фонетики, посредством приближения письма к действительно общим установившимся нормам русского литературного произношения, поскольку, конечно, в нём отстоялись определённые социальные нормы…». В соответствии с фонетическим принципом предлагалось писать: жырный, станцыя, можыт, скажы; чорный, лжот, шол; портново (вместо портного), чево, ево; добрыи, которыи, животныи. Были унифицированы безударные окончания глаголов: делаиш, любют, возют, произносются. Предлагалось убрать ь в неопределённой форме глагола: (хотел) учи́тся. Также, во многих случаях вразрез с произношением, предлагалось избавиться от двойных согласных не на стыке приставки и корня: деревяный, руский, Ана (вместо Анна), тона (вместо тонна), масы (вместо массы). Проект Главнауки был отвергнут.
Примерно с середины 1930-х годов упорядочением правописания стали заниматься две орфографические комиссии: одна — в Москве при Учёном комитете Наркомпроса, а другая — в Ленинграде при Кабинете славянских языков Института языка и мышления Академии наук СССР. В 1939 году эти комиссии были объединены в единую Правительственную орфографическую комиссию. В её состав вошли специалисты-языковеды, педагоги-методисты, а также представители работников печати. Руководство работой комиссии осуществлялось академиком С. П. Обнорским, позднее руководство было возложено на академика В. В. Виноградова.
В 1930—1950-е годы Правительственной орфографической комиссией велась работа над проектом единого свода правил русской орфографии и пунктуации. Проект свода имел несколько редакций; последняя редакция, 1951 года, подверглась широкому обсуждению в 1954 году.
Комиссия учла существенные замечания и пожелания специалистов-языковедов и учителей школ, и в 1956 году были изданы «Правила русской орфографии и пунктуации», утверждённые Президиумом Академии наук СССР, Министерством высшего образования СССР и Министерством просвещения РСФСР. Принятие свода правил 1956 года не было реформой правописания, так как его основы не были затронуты, но всё же изменения были довольно заметны и коснулись всех разделов правописания.

### 1960—1970-е годы
Вопрос об упрощении русской орфографии снова был поднят весной 1962 года. В ноябре 1962 года при Институте русского языка АН СССР была образована Орфографическая комиссия по усовершенствованию русской орфографии.
Комиссией был подготовлен проект «Предложений по усовершенствованию русской орфографии», опубликованный в периодической печати в 1964 году. Проект состоял из трёх разделов. Изменения должны были коснуться пятидесяти пяти орфографических параграфов из ста двадцати четырёх. В проекте, например, предлагалось следующее: оставить один разделительный знак — ь (обьявление, сьезд); после ц всегда писать и (циган, огурци, бледнолиций); после шипящих не писать ь (доч, стрич, спряч, навзнич); отменить чередования в корнях (зо́ри — зоря, рост — рости — возрост, предлог — предлогать, загар — загареть); отменить двойные согласные в некоторых иноязычных словах (тенис, корозия, асимиляция); изъять некоторые исключения (жури, брошура, парашут; достоен, заец, заечий; деревяный, оловяный, стекляный); ввести некоторые вариантные написания (предысторический — предисторический, до смерти — досмерти, о Василии — о Василие, на линии — на линие). Для ознакомления общественности с ходом работы комиссии публиковались также специальные сборники со статьями, посвященными актуальным вопросам русского правописания. Однако проект «Предложений» в целом не получил общественного одобрения, на что повлияло консервативное отношение многих пишущих к привычному письму, боязнь нововведений. Н. П. Задорнов, например, озаглавил статью об отношении к предлагаемым изменениям так: «Доч цигана сьела огурци».
Орфографическая комиссия продолжила совершенствование проекта. Предполагалась подготовка двух сводов правил — подробного (для специалистов-филологов, работников издательств и т. д.) и краткого (для широкого круга пишущих). В 1965 году по заданию комиссии вышла в свет фундаментальная работа «Обзор предложений по усовершенствованию русской орфографии (XVIII—XX вв.)». Однако в 1969 году комиссия прекратила своё существование из-за смерти её председателя В. В. Виноградова — вдохновителя работы.
В 1973 году была организована новая Орфографическая комиссия под председательством академика В. И. Борковского. Она составила новый проект, более сжатый и менее радикальный по сравнению с проектом 1964 года, однако этот проект не был опубликован и не был представлен на широкое обсуждение.
В последующие 15 лет работа в области правил правописания была практически приостановлена.

### 1980-е годы — настоящее время
В 1989 году при Отделении литературы и языка АН СССР создана Орфографическая комиссия в новом составе (первым председателем стал Д. Н. Шмелёв; в дальнейшем комиссию возглавляли Ю. Н. Караулов, В. В. Лопатин).
В 2006 году был опубликован полный академический справочник «Правила русской орфографии и пунктуации», подготовленный и одобренный Орфографической комиссией РАН, который дополняет и уточняет официально действующие правила 1956 года с учётом современной практики письма и появления в языке новых слов.